# Pokrowskoje (Rostow)
Pokrowskoje (russisch Покро́вское) ist ein Dorf (selo) in der Oblast Rostow in Russland mit 12.369 Einwohnern (Stand 14. Oktober 2010).

## Geographie
Der Ort liegt gut 60 km Luftlinie westnordwestlich des Oblastverwaltungszentrums Rostow am Don und etwa 20 km nördlich der Großstadt Taganrog. Er befindet sich am linken Ufer des Mius, gut 15 km oberhalb von dessen Mündung in den Mius-Liman des Asowschen Meeres.
Pokrowskoje ist Verwaltungszentrum des Rajons Neklinowski sowie Sitz und einzige Ortschaft der Landgemeinde Pokrowskoje selskoje posselenije.

## Geschichte
Der Ort wurde 1769 von Saporoger Kosaken gegründet. Der Name ist abgeleitet von der russischen (bzw. kirchenslawischen) Kurzform für Pokrow Preswjatoi Bogorodozy, den Feiertag Schutz und Fürbitte der Heiligen Muttergottes, eines der „Großen Feste“ der Russisch-Orthodoxen Kirche, dem zunächst die Dorfkirche geweiht war.
Seit 1936 ist Pokrowskoje Verwaltungssitz des Neklinowski rajon, der seit 1965 in den heutigen Grenzen besteht. Der Rajon ist benannt nach den ursprünglich bedeutenderen Dörfern Bolschaja Neklinowka und Malaja Neklinowka am jenseitigen Ufer des Mius, ebenfalls namensgebend für die in Pokrowskoje befindliche Bahnstation Neklinowka, nach deren Eröffnung 1869 das Dorf einen erheblichen Aufschwung nahm.

### Bevölkerungsentwicklung
| Jahr | Einwohner |
| ---- | --------- |
| 1939 | 6.885     |
| 1959 | 8.138     |
| 1970 | 10.751    |
| 1979 | 11.631    |
| 1989 | 12.445    |
| 2002 | 12.595    |
| 2010 | 12.369    |

Anmerkung: Volkszählungsdaten

## Verkehr
Pokrowskoje liegt an der auf diesem Abschnitt seit 1961 elektrifizierten Eisenbahnstrecke Moskau – Charkiw – Rostow am Don (Station Neklinowka; Streckenkilometer 1256), die in der Sowjetunion Teil der wichtigsten Verbindung im Personenverkehr zwischen Moskau und dem Kaukasus sowie der kaukasischen Schwarzmeerküste war. Nach dem Zerfall der Sowjetunion hat die Strecke aufgrund ihres Verlaufes durch die Ukraine diese Bedeutung an die östlichere Verbindung über Woronesch verloren.
Einige Kilometer östlich des Ortes führt die Regionalstraße 60K-5 vorbei, die gut 10 km südöstlich, beim Dorf Sambek, von der föderalen Fernstraße A280 (vormals M23) abzweigt und zur ukrainischen Grenze führt (danach weiter Richtung Charzysk; Teil der kürzesten Verbindung zwischen den Millionenstädten Rostow am Don und Donezk).